# Gralha-violácea
Gralha-violácea ou gaio-violáceo (Cyanocorax violaceus) (Cyanocorax violaceus) é uma espécie de ave da família Corvidae.
Pode ser encontrada nos seguintes países: Bolívia, Brasil, Colômbia, Equador, Guiana, Peru e Venezuela.
Os seus habitats naturais são: florestas subtropicais ou tropicais húmidas de baixa altitude e florestas secundárias altamente degradadas.